# Шосе Мадан-Ашріт H05
Шосе Мадан-Ашріт, також відоме як Маглін-Нараянгадх, є одним із найбільш завантажених міжнародних автомагістралей Непалу, що перевозить 90% усього міжнародного трафіку, або близько 20 000 транспортних засобів щодня. 36 км дороги з'єднує Нарьянгадх і Маглінг. A 33.2 км розширювали з 5 метрів до 9–11 метрів і закінчили в червні 2018 року. Воно з’єднується з шосе Прітхві в Маглінгу та шосе Махендра в Нарьянгаті.